# 1873
1873 (MDCCCLXXIII) a fost un an obișnuit al calendarului gregorian, care a început într-o zi de miercuri.

## Evenimente

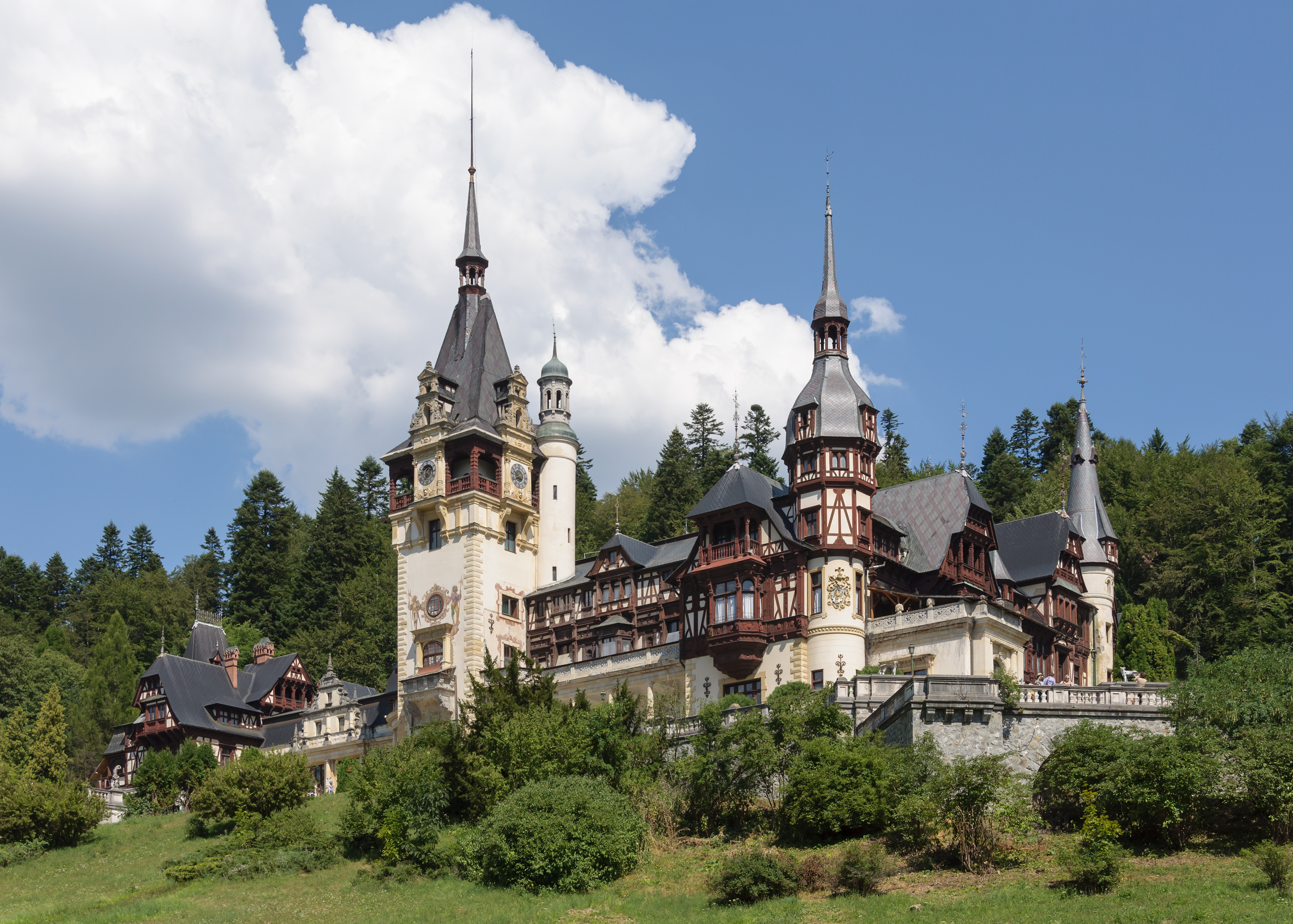
Începe construcția Castelului Peleș. Va fi finalizat în anul 1914.

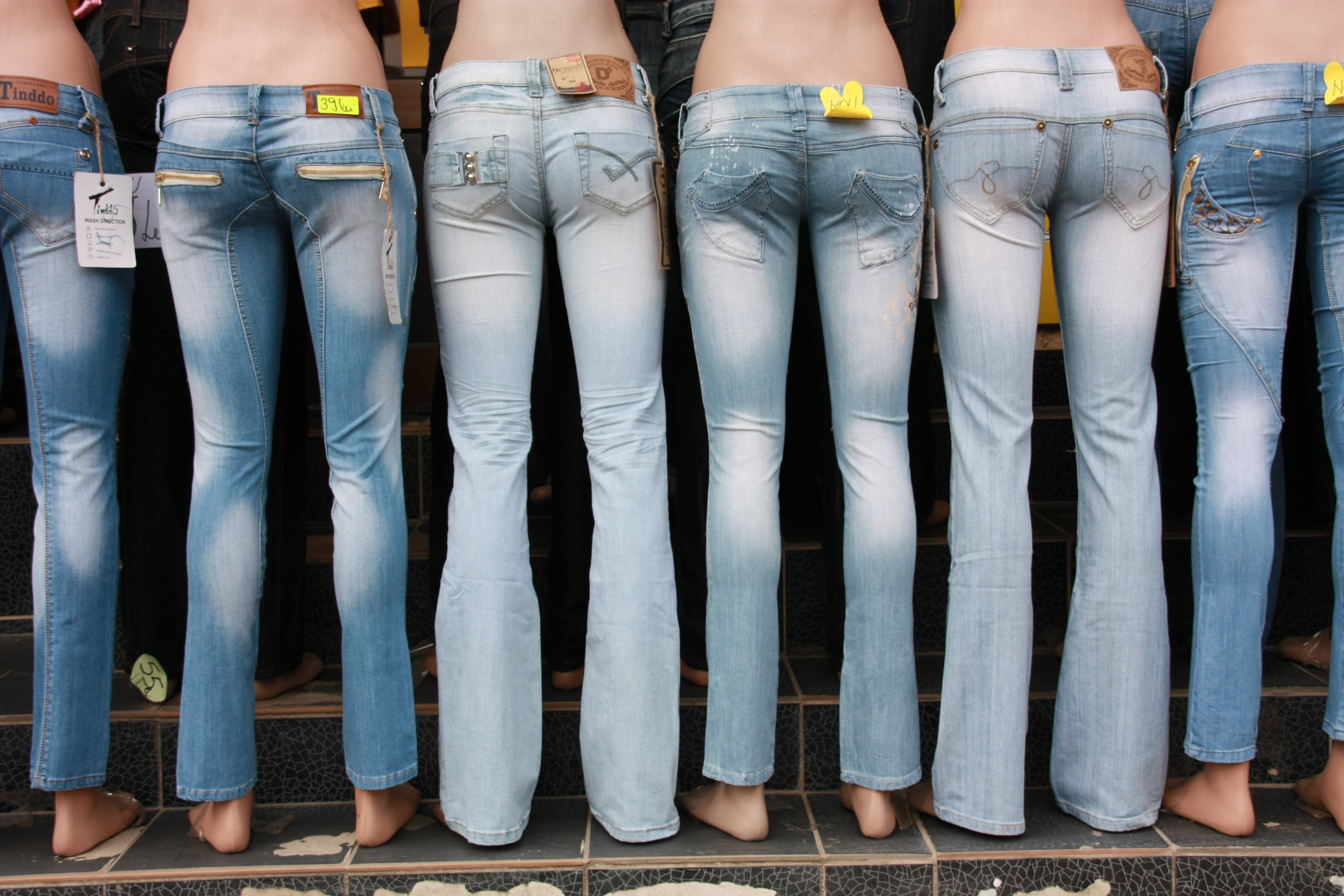
Levi Strauss și Jacob Davis patentează blugii.

### Ianuarie
- 1 ianuarie: Japonia adoptă calendarul gregorian.

### Februarie
- 11 februarie: Regele Amadeo al Spaniei abdică după o domnie de 2 ani. A fost singurul rege al Spaniei din Casa de Savoia și al doilea fiu al Regelui Victor Emanuel al II-lea al Italiei.

### Martie
- 1 martie: Expoziția Mondială de la Viena. Un vânt de nebunie speculativă determină triplarea prețurilor în câteva luni.
- 4 martie: Președintele Statelor Unite ale Americii, Ulysses S. Grant, își începe cel de-al doilea mandat.

### Aprilie
- 1 aprilie: Vasul cu aburi britanic, RMS Atlantic, se scufundă în largul insulei canadiene Nova Scoția din Oceanul Atlantic, provocând moartea a 547 de persoane.

### Mai
- 24 mai: Mareșalul Patrice de Mac-Mahon devine șef de stat al Franței și apoi președinte al celei de a Treia Republici.

### Iunie
- 6 iunie: Se constituie Alianța celor trei împărați, o alianță politică cu caracter defensiv între țarul Alexandru al II-lea al Rusiei, împăratul Franz Joseph I al Austriei și împăratul Wilhelm I al Germaniei.

### August
- 30 august: Expediția austro-ungară la Polul Nord descoperă un arhipelag, pe care l-au denumit Arhipelagul Franz Josef.

### Noiembrie
- 17 noiembrie: Capitala Ungariei, Budapesta, se formează din Pest, Buda și Óbuda.

### Nedatate
- decembrie: La Londra, smogul, cuvânt format din smoke (fum) și fog (ceață) ucide într-o săptămână, 700 de persoane cu probleme de respirație.
- Apare primul volum al Dicționarului-tezaur al limbii române elaborat de Ion Heliade Rădulescu, August Treboniu Laurian și Ion C. Massim, Volumul a fost criticat de membrii antilatiniști ai Academiei Române, în frunte cu Alexandru Odobescu.
- București: Are loc susținerea primelor teze de doctorat la Facultatea de Medicină.
- București: Începe să funcționeze "Grand Hôtel du Boulevard" (azi "Bulevard") care este unul din cele mai vechi hoteluri din București.
- Începe construcția Castelului Peleș (finalizat în 1914). Odată cu construcția castelului, numele localității, a fost schimbat din Podul Neagului, în Sinaia.

## Arte, știință, literatură și filozofie
- Jan Matejko pictează Copernic sau discuția cu Dumnezeu.
- Joseph F. Glidden, un fermier american, a inventat sârma ghimpată.
- Jules Verne publică Le tour du monde en quatre-vingts jours (Ocolul pământului în 80 de zile).
- Mihai Eminescu publică "Floare albastră".
- Camillo Golgi descoperă o nouă metodă de colorare a celulelor, utilizând săruri de argint⁠(d) care permit colorarea a numai câțiva neuroni.[1]

## Nașteri

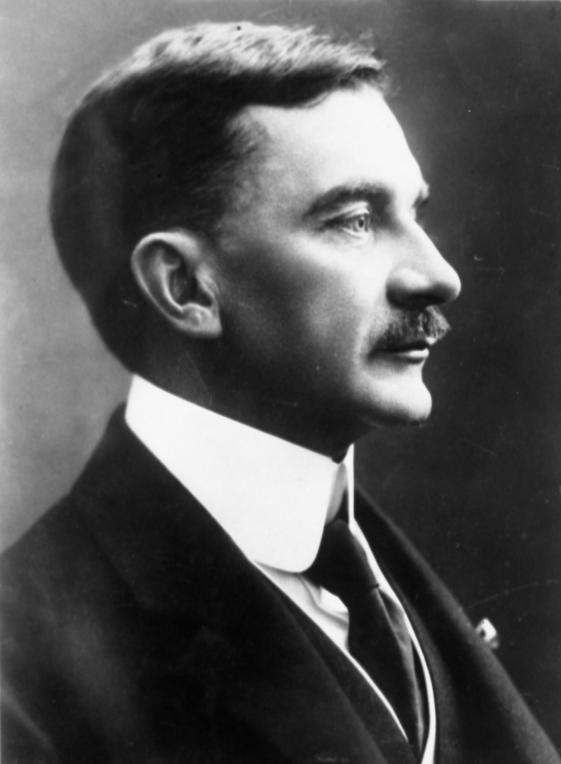
Iuliu Maniu

- 8 ianuarie: Iuliu Maniu, politician român, conducătorul Partidului Național Român din Transilvania, deputat în Parlamentul de la Budapesta, președinte al Consiliului Dirigent al Transilvaniei, prim-ministru al României (1928-1933, cu intermitențe) și președintele Partidului Național-Țărănesc (1926-1933, 1937-1947), (d. 1953)
- 8 ianuarie: Elena de Muntenegru, regină a Italiei și Albaniei (d. 1952)
- 13 ianuarie: Vasile Suciu, mitropolit român, întâistătătorul Bisericii Române Unite cu Roma (d. 1935)
- 20 ianuarie: Johannes Vilhelm Jensen, scriitor danez, laureat al Premiului Nobel (d. 1950)
- 25 februarie: Enrico Caruso, tenor italian (d. 1921)
- 1 aprilie: Serghei Rahmaninov, compozitor și pianist american de origine rusă (d. 1943)
- 25 august: Lucia Sturdza-Bulandra, actriță română de teatru (d. 1961)
- 22 septembrie: Dimitrie Pompeiu, matematician român (d. 1954)
- 10 octombrie: Ducele Adolf Friedrich de Mecklenburg (d. 1969)
- 16 octombrie: Gheorghe Țițeica, academician, matematician, pedagog român (d. 1939)
- 20 octombrie: Guillermo Valencia, poet, diplomat și politician columbian (d. 1943)
- 15 noiembrie: Sara Josephine Baker, medic american (d. 1945)
- 23 noiembrie: Dimitrie Paciurea, sculptor român (d. 1932)
- 20 decembrie: Mehmet Akif Ersoy, poet, veterinar, profesor, predicator, deputat turc (d. 1936)
- 25 decembrie: Vladimir Ghika, prinț, diplomat, scriitor, om de caritate, preot catolic român (d. 1954)
- 29 decembrie: Ovid Densușianu (n. Ovid Aron Densușianu), filolog, lingvist, folclorist, istoric literar și poet român (d. 1938)

## Decese
- 9 ianuarie: Napoleon al III-lea (n. Charles Louis Napoléon Bonaparte), 64 ani, ultimul împărat al Franței (n. 1808)
- 18 ianuarie: Edward Bulwer-Lytton (n. Edward George Earl Bulwer-Lytton), 69 ani, romancier britanic, dramaturg și om politic (n. 1803)
- 26 ianuarie: Amélie de Leuchtenberg (n. Amélia Augusta Eugênia Napoleona de Leuchtenberg–Beauharnais), 60 ani, a doua soție a împăratului Pedro I al Braziliei (n. 1812)
- 1 mai: David Livingstone, 60 ani, medic scoțian, misionar protestant și explorator al Africii Centrale și de Est (n. 1813)
- 8 mai: John Stuart Mill, 66 ani, filosof englez (n. 1806)
- 15 mai: Alexandru Ioan Cuza, 53 ani, primul domnitor al Principatelor Unite și al statului național România (n. 1820)
- 22 mai: Alessandro Manzoni (n. Alessandro Francesco Tommaso Antonio Manzoni), 88 ani, scriitor italian (n. 1785)
- 1 iunie: Gheorghe Bibescu, 69 ani, domn al Țării Românești din 1842 până în 1848 (n. 1804)
- 6 iunie: Prințul Adalbert al Prusiei (n. Heinrich Wilhelm Adalbert), 51 ani, nobil german, amiral și teoretician naval (n. 1811)
- 28 iunie: Andrei Șaguna, 64 ani, mitropolit al Transilvaniei (n. 1809)
- 8 iulie: Franz Xaver Winterhalter, 68 ani, pictor german (n. 1805).
- 20 septembrie: Giovanni Battista Donati, 46 ani, astronom italian (n. 1826).
- 14 decembrie: Louis Agassiz, 66 ani, geolog elvețiano-american (n. 1807.
- 14 decembrie: Elisabeth Ludovika de Bavaria, 72 ani, soția lui Frederick William al IV-lea al Prusiei (n. 1801)